# 舊克拉斯尼揚卡護老院炮擊
2022年3月11日，俄羅斯全面入侵烏克蘭的第16天，烏克蘭東部頓巴斯地區盧甘斯克州村莊舊克拉斯尼揚卡的護老院遇襲。3月7日，乌克兰武装部队在舊克拉斯尼揚卡村的一家养老院應對來襲俄軍，並建立了射击點。据报道，由于護老院附近埋有地雷，院内病人无法撤离。2022年3月11日，頓巴斯親俄武裝使用重型武器袭击了这家养老院，当时院内仍有71名残疾患者和15名工作人员。炮擊發生後引發一场大火，事件共造成五十六名平民死亡。
乌克兰官员指责俄方刻意袭击医疗机构并綁架部分幸存者。6月29日，据人权高专办报告，事件是战争期间危害平民的“典型”案例。

## 時序
据人权高专办报道，3月7日，乌克兰士兵进入位于克雷明纳以東6.2公里的舊克拉斯尼揚卡村一家养老院内驻守并设立了一个射击點。据报道，由于護老院附近埋有地雷，院内病人无法撤离。
据称，此前几天，乌克兰武装部队在周边地区埋设了地雷，并封锁了道路，导致养老院管理层要求的撤离行动无法进行，人權高專辦的報告有提到這一問題，指除俄方發動炮襲有直接責任外，烏方亦因未能夠撤離平民的關係而同時具有一定責任。3月9日，驻扎在该养老院的乌方守軍与亲俄武裝发生第一次交火，所幸護老院平民没有伤亡。目前尚不清楚哪一方首先开火。3月11日，数十名老年人和残疾人与乌克兰士兵一起住在没有水电的养老院里，其中一些病人更是卧床不起，無法行動。
3月11日，親俄武装再次袭击该养老院，其中有使用重型武器，当时病人和工作人员仍在院内。該次炮襲引发了一场大火，火势蔓延至整个疗养院，导致无法自主行動的病人被活活燒死。一群人逃离了養老院，在森林里行走了5公里后得到了亲俄分裂分子的帮助。22名病人在袭击中幸存，但截至6月29日，确切的死亡人数仍不得而知。3月20日，州长谢尔盖·盖达伊报告称，遇难者人數為56人。而袭击发生时的养老院里原有71名残疾患者和15名工作人员。

## 後續
袭击发生后，烏方申訴專員柳德米拉·杰尼索娃表示，养老院内的50多名老人遭到俄方坦克的蓄意炮彈襲擊，并称此次袭击是“种族主义占领军”犯下的“反人类罪行”。州长盖达伊同樣亦表示造成56人死亡的襲擊為俄方蓄意發動。他还表示當中15名幸存者被占领者绑架并被送往当时处于俄方控制下的城鎮斯瓦托韋的一家老人医院。3月20日，烏克蘭總檢察長宣布对俄罗斯袭击医疗机构的一事提起战争罪指控，美国驻乌克兰大使馆亦表示，俄罗斯要為罪行承担责任。
4月初，一個俄罗斯Telegram频道发布了一段據稱在被毀养老院拍攝的影片，影片显示废墟中散落着许多烧焦的尸体、弹药和武器。《华盛顿邮报》通过将該视频和部分图像与该疗养院战前的多个档案视频和照片进行比对，核实了該影片和部分图像的拍摄地点確實為該地。
乌克兰总检察长的初步调查结果与州長蓋達伊的说法一致；他的办公室宣布对俄罗斯襲擊護老院一事提出战争罪指控。唯该地区处于俄方控制之下，乌方调查人员无法进入该地。6月29日，人权高专办发布了一份关于烏克蘭人權状况的报告，披露了有关此次袭击的更多信息。报告称，乌克兰武装部队对此次袭击同樣负有责任，是因为“烏方在3月11日袭击发生的几天前已在养老院内驻守，使该建筑成爲俄方目标。”